# Stazione di Paternò
La stazione di Paternò è una stazione ferroviaria della Ferrovia Circumetnea, costruita a servizio del comune omonimo.

## Storia

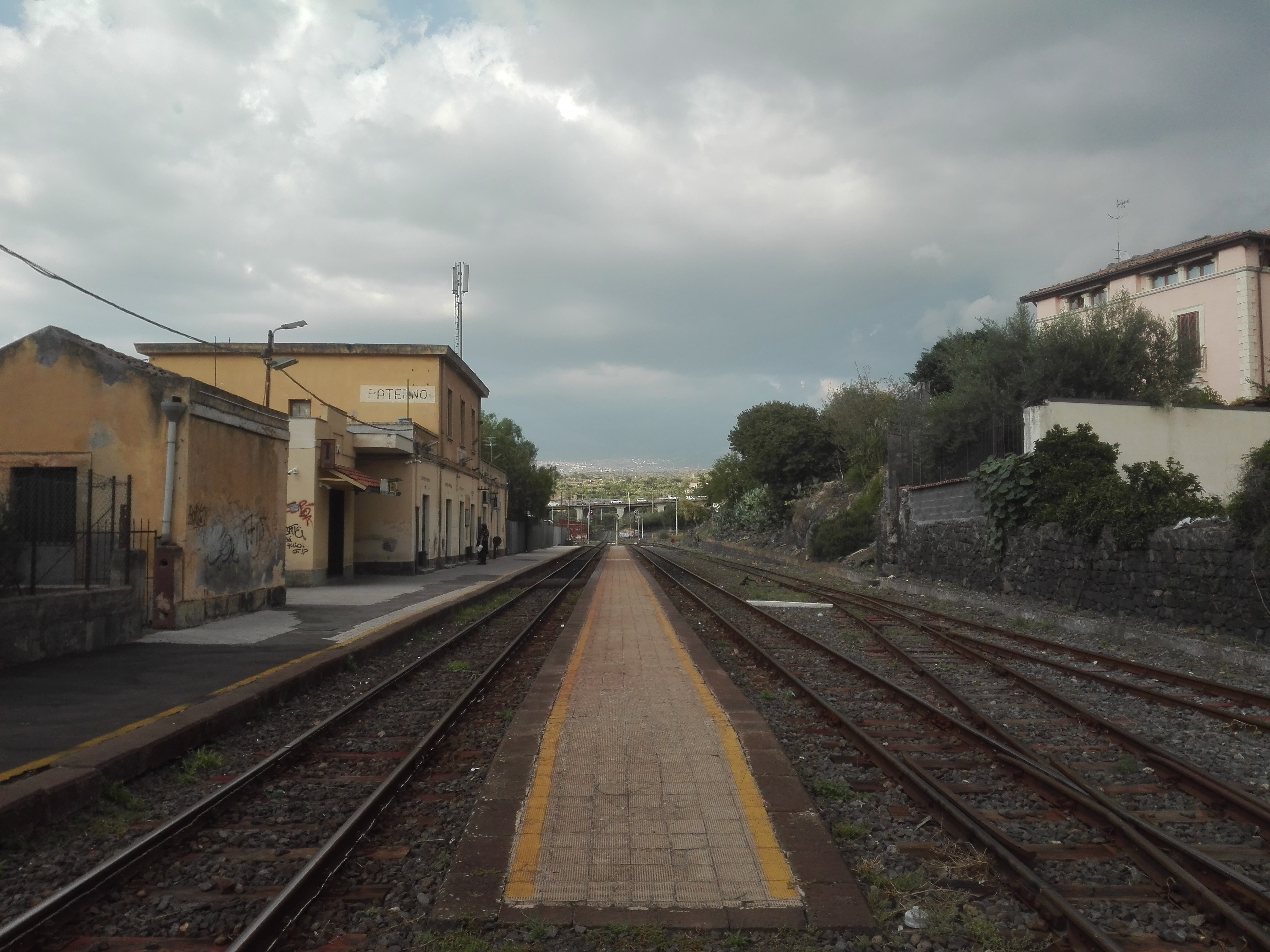
La stazione di Paternò vista dal lato sud, prima che venisse ristrutturata, 1 Ottobre 2018.

I lavori di costruzione della tratta ferroviaria afferente e dell'impianto di stazione iniziarono nel 1890. Il 2 febbraio 1895 la stazione venne messa in servizio assieme al tratto Catania Borgo-Adernò (oggi Adrano).
La stazione venne costruita poco più ad ovest della strada statale 121, alla periferia lato Catania di Paternò. Il paesaggio circostante era costituito da agrumeti e coltivazioni intensive. La stazione ebbe un ampio piazzale merci per il carico dei prodotti ortofrutticoli, soprattutto arance, vini e frutta secca da trasportare al porto di Catania per l'imbarco. Con il passare degli anni la stazione è stata raggiunta e inglobata dall'abitato. Tuttavia nel dopoguerra il traffico merci è gradatamente scomparso provocando la dismissione degli impianti relativi.

### Il nuovo capolinea
Dal 17 giugno 2024, successivamente alla chiusura della tratta Catania Borgo-Paternò, dovuta per la progressione dei lavori per il prolungamento della metropolitana di Catania, quella di Paternò è divenuta stazione di capolinea; il che significa che tutti i treni hanno origine e fanno capolinea in questa stazione. 

### Interventi di riqualificazione e ristrutturazione

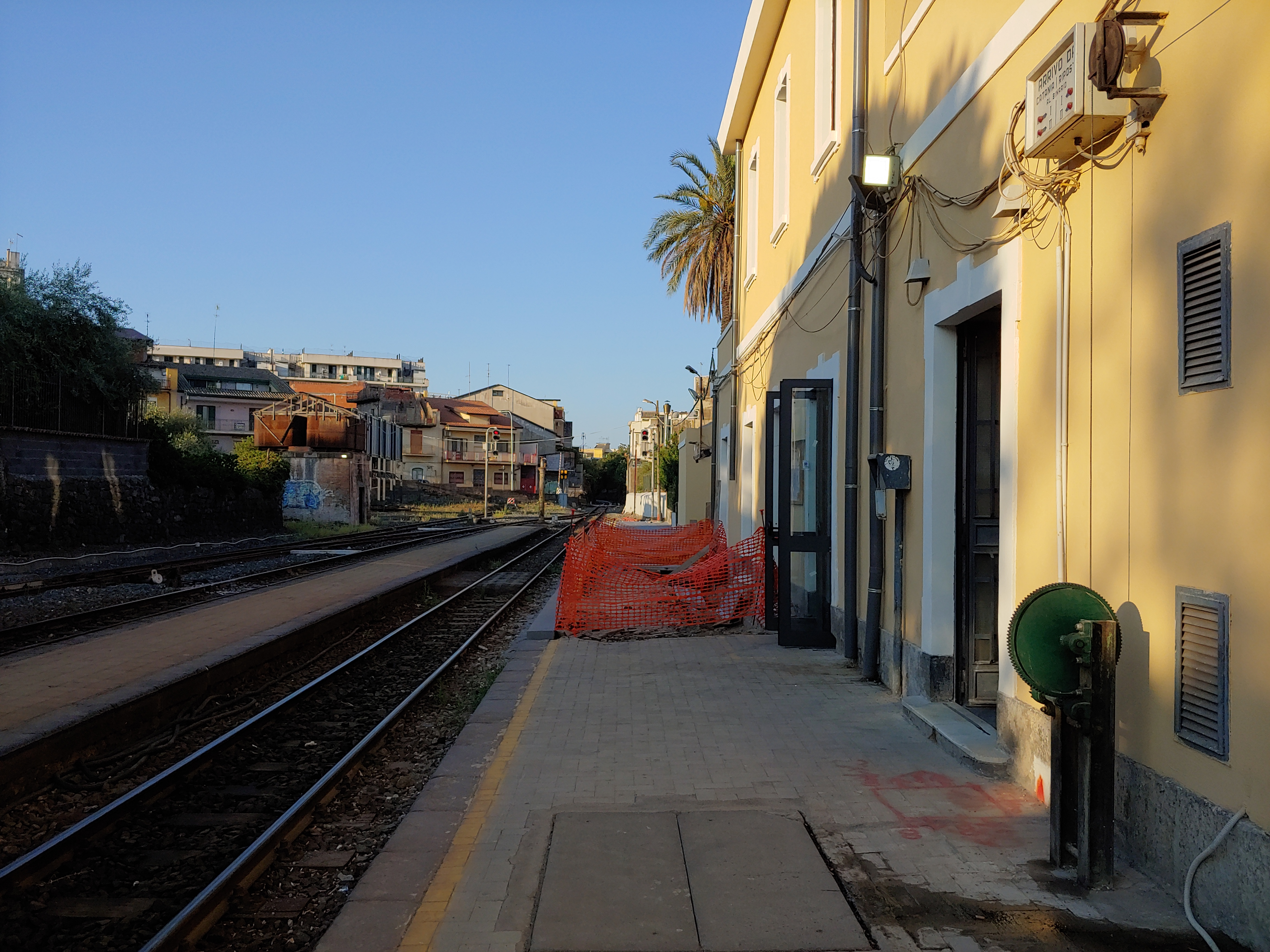
La stazione di Paternò in corso di ristrutturazione, vista dal lato dei binari, 22 Luglio 2021.

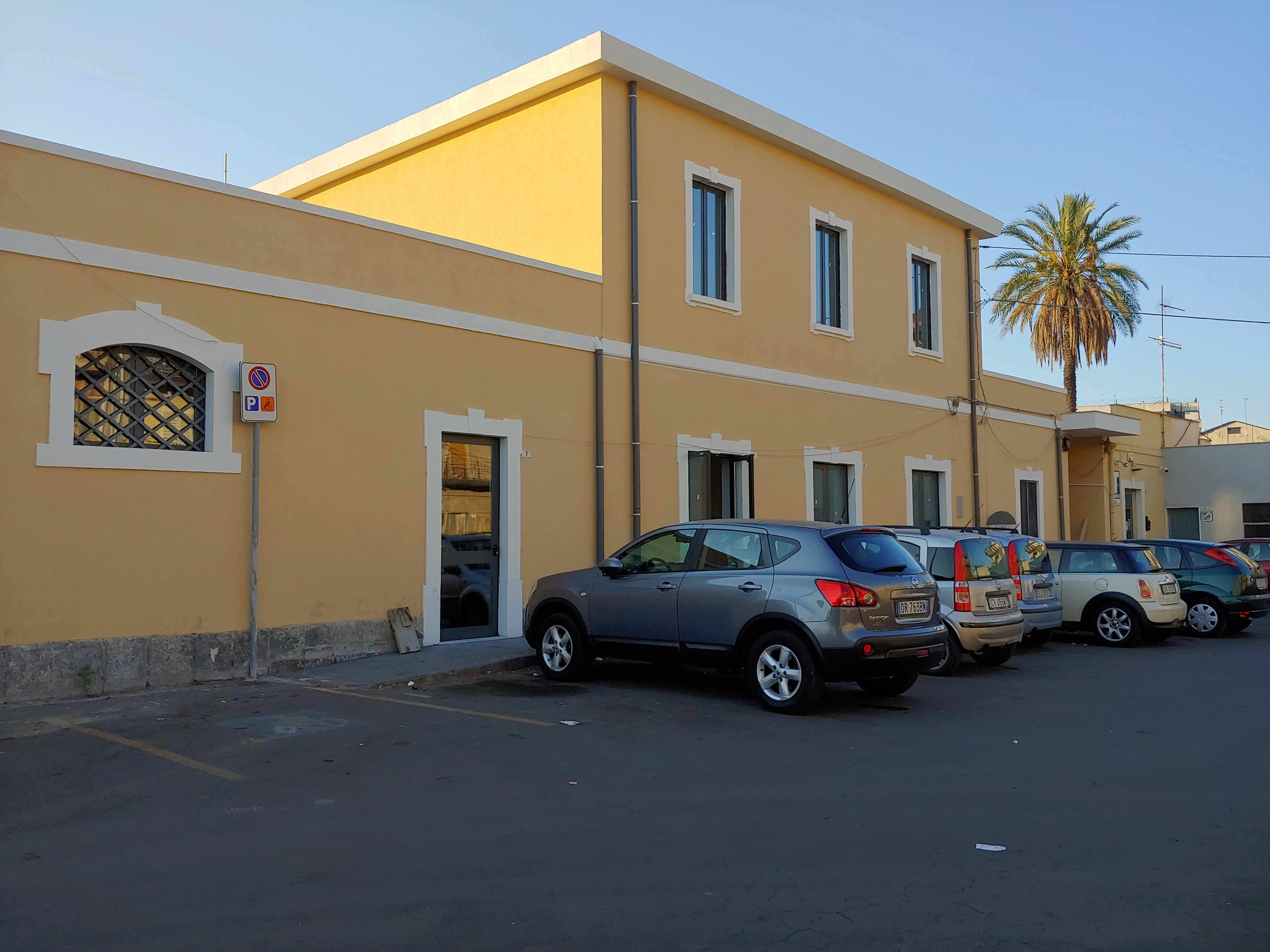
La stazione di Paternò in corso di ristrutturazione, vista dalla Piazza Stazione Circumetnea, 22 Luglio 2021.

Fra la primavera e l'estate del 2021, sono iniziati i lavori di ristrutturazione della stazione.
 La ristrutturazione prevede il cambio delle attuali porte e finestre in legno con quelle in metallo,  la sostituzione delle mattonelle del marciapiede del primo binario, l'installazione della linea gialla tattile ex novo (per non vedenti), la ristrutturazione degli interni, dei muri di confine a ridosso della strada e anche dei servizi igienici.

### Il futuro deposito e la futura officina
Nell'ambito del programma di ristrutturazione e trasformazione della tratta Borgo-Paternò, da scartamento ridotto a scartamento ordinario, per l'estensione della tratta della Metropolitana di Catania, la stazione di Paternò sarà convertita, nonché adattata ad uso metropolitano. Inoltre, l'attuale deposito, e officina aziendale dei rotabili a scartamento ridotto (attualmente ubicati presso la stazione di Catania Borgo), verranno trasferiti presso la stazione di Paternò, in territorio Ardizzone.

## Strutture e impianti
L'edificio di stazione è posto a ovest del fascio binari viaggiatori, costituito da due binari interconnessi da due scambi di estremità per il servizio corrente e provvisti di marciapiedi e da un terzo binario parallelo, collegato da scambi ma con scarpa di immobilizzazione e per ricovero; da questo binario si diparte un binario tronco. Da uno scambio posto sul primo binario si accede al fascio merci, di cui tuttavia rimane operativo un solo binario, e ai fabbricati di servizio relativi. La stazione, impresenziata, è dotata di scambi elettromagnetici e segnalamento di protezione e partenza. 
Sul terzo binario è presente una pesa carri ormai fuori uso nonché una colonna idraulica di rifornimento per locomotive a vapore anch'essa inattiva. Un'altra è posta accanto al fabbricato di stazione.

## Movimento

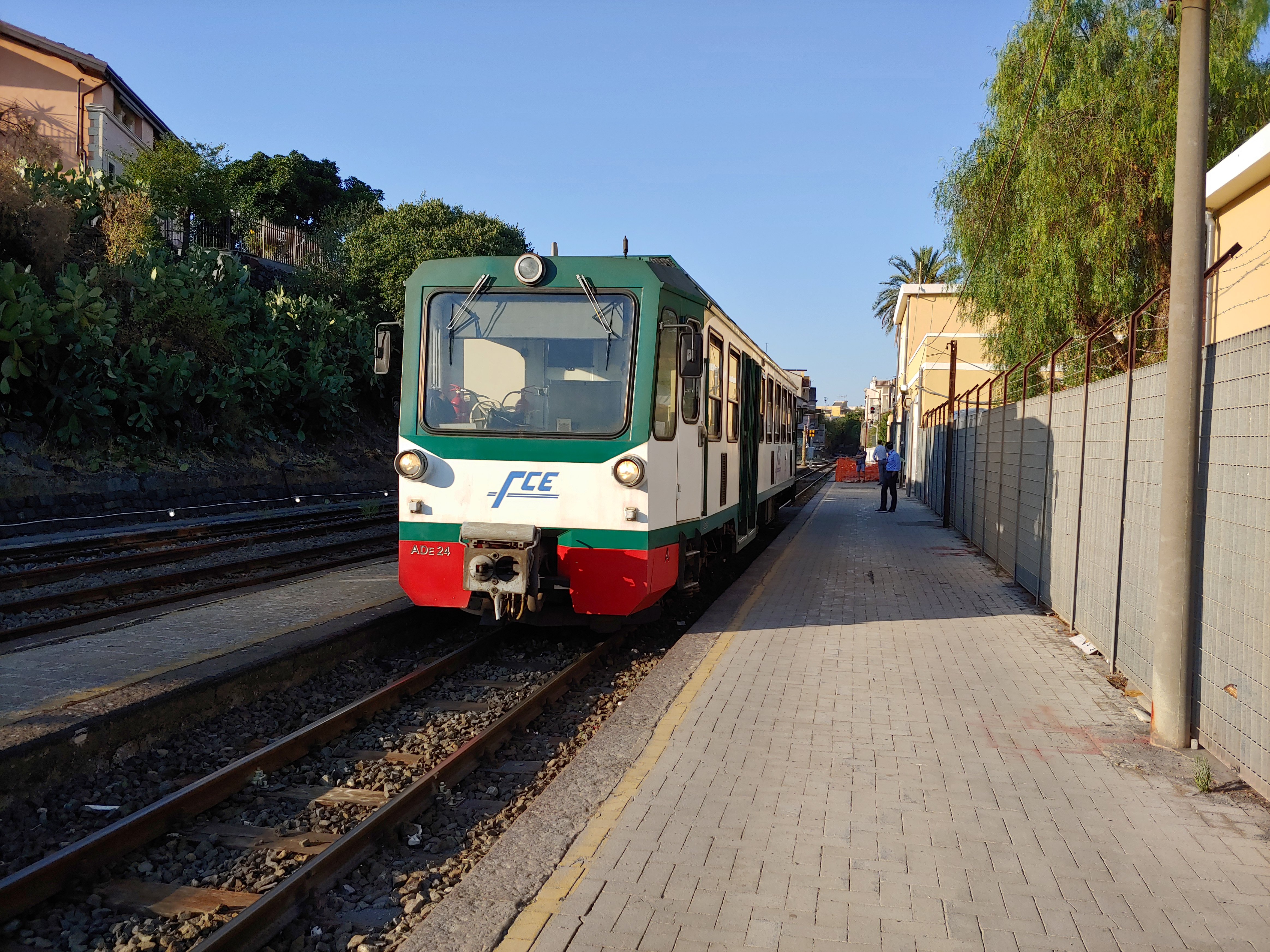
L'ADe 24 nella nuova livrea, ma con ancora il vecchio logo, e la mancanza della classificazione UIC, stazione di Paternò, 22 Luglio 2021.

L'offerta d'orario in vigore dal 1º febbraio 1899, prevedeva la fermata di tre coppie di treni misti di 1ª, 2ª, 3ª classe, in circolazione sulla linea, e una coppia di misti, con fine e inizio corsa a Paternò, di sola 3ª classe.
L'orario ferroviario del 16 agosto 1938, prevedeva l'arrivo di 6 treni da Catania (di cui uno sospeso la domenica); due di questi proseguivano per Adrano, due per Randazzo e due raggiungevano il capolinea di Riposto. In senso inverso, i treni per Catania erano 6. Tutti i servizi erano effettuati con le (allora nuovissime) automotrici Fiat ALn 56.
Nel 1956, il traffico giornaliero in partenza per Catania era costituito da 7 treni di automotrici (di cui uno di categoria misto sospeso la domenica); 4 di questi provenivano da Riposto, e 3 da Randazzo. I treni provenienti da Catania erano 7 (di cui uno misto); 2 di questi proseguivano fino a Riposto (capolinea), 5 terminavano la corsa a Randazzo.
Nel 1975 il traffico giornaliero in partenza per Catania era costituito da 13 treni di automotrici (di cui 3 sospesi la domenica); di questi 5 provenivano da Riposto, 4 da Randazzo, 2 da Bronte, uno da Adrano e uno da Biancavilla. I treni provenienti da Catania erano 12; di questi 3 proseguivano fino a Riposto (termine linea), 7 fino a Randazzo, uno fino ad Adrano e uno fino a Bronte.
L'orario di servizio invernale 2014/2015 offriva 18 treni giornalieri in arrivo da Catania, 4 di questi facevano capolineaa Paterno, 3 in prosecuzione fino a Bronte, 8 fino a Randazzo e 3 fino a Riposto. I treni in partenza per Catania, erano 17, di cui 4 originari della stazione, 10 provenienti da Randazzo e 3 da Adrano Nord.
Con l'orario invernale del 2017, era servita da un totale di 41 corse giornaliere, di cui 21 in direzione Randazzo, e 20 in direzione Catania.
Il servizio si svolge solo nei giorni feriali. Il numero di corse subisce una riduzione nel periodo estivo tra giugno e settembre.
Dal 17 giugno 2024 i servizi ferroviari per Catania Borgo sono soppressi. I treni per Randazzo sono quattro giornalieri feriali e cinque quelli provenienti da Randazzo. 
Sono stati istituiti autobus sostitutivi per Catania Metro Nesima, in numero di sei corse giornaliere nei due sensi di marcia, con partenza dal lato esterno della stazione.

## Servizi
La stazione è dotata di:
- Biglietteria a sportello;
- Biglietteria automatica;
- Punto vendita biglietti;
- Sala d'attesa;
- Annuncio sonoro annunciante l'arrivo dei treni;
- Servizi igienici.

## Interscambi
Nella piazza esterna avviene l'interscambio con le linee di autobus FCE extraurbane.
- Fermata autobus